# U 560
U 560 war ein deutsches Unterseeboot des Typs VII C, ein sogenanntes „Atlantikboot“. Es wurde durch die Kriegsmarine während des Zweiten Weltkriegs in der Ostsee zur Ausbildung und Schulung von Mannschaften und Offizieren eingesetzt.

## Technische Daten
Blohm & Voss war vor Kriegsbeginn nicht in das U-Bootbauprogramm von Reichs- und Kriegsmarine miteinbezogen. Ab 1939 waren die Kapazitäten der Hamburger Werft allerdings hauptsächlich mit dem Bau von Unterseebooten ausgelastet. Die effiziente Serienfertigungsweise der Werft sollte planmäßig die jährliche Fertigung von 52 U-Booten vom Typ VII C gewährleisten, während zusätzlich noch – in Lizenz der MAN – Dieselmotoren für 24 Boote dieses Typs gefertigt wurden. Die beiden Dieselmotoren solcher Boote leisteten bei der Überwasserfahrt eine Geschwindigkeit von 17 Knoten. Ein solches Boot hatte hierbei eine maximale Reichweite von 6500 sm. Unter Wasser kamen üblicherweise die beiden je 375 PS starken Elektromotoren zum Einsatz, die 7,6 Knoten Fahrt gewährleisteten. Am Turm trug U 560 das Emblem der 24. U-Flottille, den Buchstaben V.

## Einsatz
Am 28. November 1941 versank U 560 bei einer Ausbildungsfahrt nahe Memel in Folge einer Kollision in der Ostsee. Das Boot konnte im Dezember geborgen werden und fand nach Wiederinstandsetzung fortan nur noch als Schulboot Verwendung.

### Versenkung
Seit Kriegsbeginn sah eine Dienstanweisung der Kriegsmarine vor, jedes deutsche Kriegsschiff zu versenken, ehe es dem Gegners in die Hände fiele. Unter dem Codenamen „Regenbogen“ bestand ein entsprechender Befehl, der insbesondere die deutschen U-Boote betraf. Obwohl Karl Dönitz diesen „Regenbogen-Befehl“ per Funkspruch am Abend des 4. Mai 1945 aufheben ließ, nachdem er die Kapitulation der deutschen Verbände in Nordwestdeutschland und Dänemark angeordnet hatte, entschieden sich viele U-Boot-Kommandanten, ihre Boote dennoch selbst zu versenken. U 560 wurde am selben Tag gemeinsam mit 43 weiteren U-Booten in der Kieler Förde versenkt. Das Wrack wurde 1946 abgebrochen.